# Гемптон (Нью-Йорк)
Гемптон (англ. Hampton) — місто (англ. town) в США, в окрузі Вашингтон штату Нью-Йорк. Населення — 857 осіб (2020).

## Демографія
Згідно з переписом 2010 року, у місті мешкало 938 осіб у 364 домогосподарствах у складі 249 родин. Було 473 помешкання
Расовий склад населення:
| - 98,2 % — білих - 0,3 % — чорних або афроамериканців - 0,1 % — корінних американців - 0,1 % — азіатів |

До двох чи більше рас належало 1,0 %. Частка іспаномовних становила 1,4 % від усіх жителів.
За віковим діапазоном населення розподілялося таким чином: 23,3 % — особи молодші 18 років, 64,2 % — особи у віці 18—64 років, 12,5 % — особи у віці 65 років та старші. Медіана віку мешканця становила 40,8 року. На 100 осіб жіночої статі у місті припадало 103,0 чоловіків; на 100 жінок у віці від 18 років та старших — 105,4 чоловіків також старших 18 років.
Середній дохід на одне домашнє господарство становив 63 793 долари США (медіана — 52 000), а середній дохід на одну сім'ю — 70 101 долар (медіана — 59 135). Медіана доходів становила 49 205 доларів для чоловіків та 34 306 доларів для жінок. За межею бідності перебувало 9,4 % осіб, у тому числі 20,8 % дітей у віці до 18 років та 3,9 % осіб у віці 65 років та старших.
Цивільне працевлаштоване населення становило 428 осіб. Основні галузі зайнятості: виробництво — 22,0 %, роздрібна торгівля — 17,8 %, освіта, охорона здоров'я та соціальна допомога — 14,7 %.